# Machaerotypus sibiricus
Machaerotypus sibiricus — вид клопів з родини горбаток. Поширений на півдні Хабаровського та Приморськом краях, в Амурської області, на південних Курильських островах, в Японії, Китаї та на Корейськом півострову. Дорослих комах можна спостерігати від початку травня по середину вересня. Мешкають в рідколіссях, на лугах та галявинах. Довжина тіла імаго 5,5-6 мм. Особи бурі, голова і передня частина передньоспинки часто чорні. Передні крила напівпрозорі, підстава, жилки та окремі неправильні плями буруваті.